# 大西洋卢瓦尔省政府大楼
大西洋卢瓦尔省政府大楼（Hôtel de préfecture de la Loire-Atlantique）是法国大西洋卢瓦尔省的省政府大楼，位于该省省会南特市中心，埃德尔河畔的Ceineray滨河路北侧，罗歇·萨朗格罗广场（place Roger-Salengro）。
该建筑建于18世纪，于1947年列为法国历史古迹。